# Meliton Kantarija
Meliton Kantarija (gruzijski: მელიტონ ქანთარია) (Meliton Varlamovič Kantarija u službenim sovjetskim dokumentima) (rođen 5. listopada 1920., Jvari, Gruzija, – umro 27. prosinca  1993., Moskva), heroj Sovjetskog Saveza (od 8. svibnja 1946.), bio je gruzijski narednik Crvene armije kojemu se pripisuje da je ovjesio sovjetski „Stijeg Pobjede” nad Reichstagom 30. travnja 1945. u 21.50.
Rođen u seljačkoj obitelji u malom gruzijskom gradiću Jvariju, bio je kolhoznik sve do mobilizacije u Crvenu armiju 1940. Tijekom Drugog svjetskog rata. Izvidnik je u 756. pukovniji 3. bojne na prvom bjeloruskom frontu. Zajedno s Mihajlom A. Jegorovim namjestio je crveni stijeg nad razrušenim Reichstagom za vrijeme Berlinske bitke 30. travnja 1945.
Nakon izlaska iz vojske 1946., nastanio se i zaposlio u Suhumiju, glavnom gradu tadašnje Abhazijske Autonomne SSR. Za svoj podvig, odlukom Prezidija Vrhovnog sovjeta SSSR-a dana 8. svibnja 1946. dodijeljeno mu je zvanje Heroja Sovjetskog Saveza te su mu uručeni Orden Lenjina i Zlatna Zvijezda.
1947. godine učlanio se u Komunističku partiju SSSR-a i postao zastupnikom Vrhovnog sovjeta Abhazijske ASSR. Tijekom rata za odcjepljenje i samostalnost Abhazije, bio je primoran napustiti svoj dom i u rujnu 1993. preselio se u Moskvu, gdje je dva mjeseca kasnije umro.